# Chenay (Sarthe)
Chenay település Franciaországban, Sarthe megyében. Lakosainak száma 259 fő (2022. január 1.). Chenay Semallé, Cerisé, Valframbert és Saint-Paterne - Le Chevain községekkel határos.

## Népesség
A település népességének változása:
| Lakosok száma | 216  | 224  | 228  | 231  | 236  | 241  | 247  | 256  | 259  |
|               | 2013 | 2015 | 2016 | 2017 | 2018 | 2019 | 2020 | 2021 | 2022 |